# Пуэрто-Алегрия
Пуэрто-Алегрия (исп. Puerto Alegría) — муниципалитет на юге Колумбии, в составе департамента Амасонас.

## История
Муниципалитет был образован 1 января 1981 года.

## Географическое положение

Муниципалитет Пуэрто-Алегрия

Муниципалитет расположен в западной части департамента. Граничит на северо-западе с территорией департамента Путумайо, на востоке — с муниципалитетом Ла-Чоррера, на юго-востоке — с муниципалитетом Эль-Энканто, на востоке — с муниципалитетом Ла-Педрера. Южная и западная административные границы совпадают с участком государственной границы Колумбии и Перу и проходят по реке Путумайо. Абсолютная высота поселения Пуэрто-Алегрия — 144 метра над уровнем моря.

## Население
По данным Национального административного департамента статистики Колумбии, численность населения муниципалитета в 2012 году составляла 1715 человек.
Динамика численности населения муниципалитета по годам:
| 2005 | 2006 | 2007 | 2008 | 2009 | 2010 | 2011 | 2012 |
| ---- | ---- | ---- | ---- | ---- | ---- | ---- | ---- |
| 1277 | 1333 | 1391 | 1451 | 1513 | 1578 | 1645 | 1715 |